# Шахматна маса
Шахматната маса е маса, функционално приспособена за игра на шахмат. Обикновено шахматната дъска е неделима част от конструкцията и често са подсигурени две шкафчета, където да се държат фигурите, когато не са в употреба. Шахматните маси биха могли да служат и само за украса, като не са изключени и високи цени. При по-голяма част от масите дъската е вградена или гравирана, но при тези на по-ниска цена е възможно просто да бъде нанесена с боя.
Шахматните маси невинаги се използват за игра на шах, не са предвидени само за това и нерядко се използват именно с декоративна цел.
Изработват се от масивна дървесина (палисандрово дърво, кедър, най-често махагон). Разбира се, срещат се и маси от екзотична дървесина.
Срещат се в парковете и градините на някои градове и университети, а също и в кафенета. Размерите на повечето маси са сравними с тези на обикновените маси за пикник, но се откриват и такива, които са по-големи дори и от трапезарска маса.